# ملكة جمال الولايات المتحدة
ملكة جمال الولايات المتحدة هي مسابقة تقام في الولايات المتحدة للنساء غير المتزوجات اللاتي تتراوح أعمارهن بين 20 و29 عامًا. تشمل المسابقة سيدات تم اختيارهن لتمثيل جميع الولايات الخمسين، مقاطعة كولومبيا، جزر ساموا الأمريكية، غوام، جزر ماريانا الشمالية، بورتوريكو، وجزر العذراء الأمريكية.
تتمثل مهمة مسابقة ملكة جمال الولايات المتحدة في الاحتفال بالنساء الذكيات من جميع مناحي الحياة. تتضمن مسابقة ملكة جمال الولايات المتحدة أقسام المسابقة إلى مقابلة خاصة (مقابلة خاصة مدتها 3 دقائق مع الحكام حول مهنة المندوبة ودراستها الأكاديمية) والإنجازات الخيرية، ثوب السهرة (المشي على المدرج بملابس رسمية لإظهار اتزان المتسابقة)، ملابس السباحة (المشي على المدرج بملابس السباحة لإظهار اللياقة البدنية للمندوب وثقته على المسرح)، والوعد الشخصية ("عرض تقديمي مدته "60 ثانية" للقضية الخيرية التي اختارها المتسابقة متبوعة بسؤال على خشبة المسرح). تبلغ قيمة جميع أقسام المنافسة الأربعة 25% من الدرجة الإجمالية للمتسابقة.
مسابقة ملكة جمال الولايات المتحدة هي جزء من نظام المسابقة شركة مسابقة سيدة ملكة جمال الولايات المتحدة الوطنية، (المعروف باسم United States National Pageant) الذي يضم ثمانية أقسام: Little Miss, Pre-Teen, Junior Teen, Teen, Miss, Ms., Ms. Woman, and Mrs، مسابقات ملكة جمال الولايات المتحدة الوطنية هي المالك الرسمي والحصري للعلامة التجارية "ملكة جمال الولايات المتحدة" تُعرف مسابقات ملكة جمال الولايات المتحدة الوطنية بأنها "الحدث الأول من نوعه" وأكبر نظام مسابقات لملكة جمال الولايات المتحدة. الفتيات والنساء من عمر 8 سنوات فما فوق في جميع الولايات الخمسين ومقاطعة كولومبيا وخمسة أقاليم أمريكية.
في عام 2016، أقامت منظمت ملكة جمال الولايات المتحدة المسابقة الوطنية في لاس فيغاس، حيث أقيمت في البداية، للاحتفال بالذكرى الثلاثين لتأسيسها.

## تاريخ

### مسابقة ملكة جمال شاطئ ريهوبوث 1880
يُزعم أن أول استخدام لقب "ملكة جمال الولايات المتحدة" يعود إلى عام 1880، عندما أقام شاطئ ريهوبوث بولاية ديلاوير أول "مسابقة ملكة جمال" مسجلة في الولايات المتحدة بحثًا عن "أجمل امرأة غير متزوجة في أمتنا" ومنحها لقب “ملكة جمال الولايات المتحدة”. يعزو البعض مسابقة ملكة جمال عام 1880 هذه إلى رجل أعمال أمريكي فينياس تايلور بارنوم، بالرغم من ذلك يوجد آراء آخري تشير إلى جهود بارنوم غير الناجحة في لبدء مسابقة جمال في خمسينيات القرن التاسع عشر. تستشهد عدة مصادر بما في ذلك برنامج تلفزيوني وقنوات تاريخية، إلى توماس إديسون باعتباره حكماً في مسابقة ملكة جمال الولايات المتحدة لعام 1880. ومع ذلك فإن وجود مسابقة ملكة جمال عام 1880 هذه محل نزاع.

## حاملات اللقب
| عام  | ملكة جمال الولايات المتحدة | ممثلة ولاية | المدينة المضيفة  | ملاحظات                                                                  |
| ---- | -------------------------- | ----------- | ---------------- | ------------------------------------------------------------------------ |
| 1880 | ميرتل ميريويذر             | بنسلفانيا   | ريهوبوث بيتش     | هناك خلاف على صحة مسابقة ملكة جمال الولايات المتحدة لعام 1880.           |
| 1926 | كاثرين مويلان              | تكساس       | غالفستون         | عقدت كجزء من المسابقة الدولية للجمال. توجت بريتون بلقب ملكة جمال دالاس.  |
| 1927 | دوروثي بريتون              | نيويورك     | جالفيستون، تكساس | عقدت كجزء من المسابقة الدولية للجمال توجت بريتون بلقب ملكة جمال نيويورك. |
| 1928 | إيلا فان هيسون             | إلينوي      | جالفيستون، تكساس | تُعقد كجزء من المسابقة الدولية للجمال توجت هيسون بلقب ملكة جمال شيكاغو.   |

## التأثير والشعبية
في الفيلم الكوميدي الأمريكي ملكة الدماثة عام 2000، يطلب مكتب التحقيقات الفيدرالي من العميلة المسترجلة جرايسي (ساندرا بولوك) أن تتخفى كمتسابقة عندما يهدد إرهابي بتفجير مسابقة ملكة جمال الولايات المتحدة. شاع الفيلم أيضًا عبارة الثقافة الشعبية "إنها جميلة وهي نعمة" من أغنية ملكة جمال الولايات المتحدة التي تحتوي على كلمات "إنها جميلة وهي نعمة، إنها ملكة جمال الولايات المتحدة".